# Patriziat (Frankfurt am Main)
Das Patriziat der Reichsstadt Frankfurt am Main war das politische Machtzentrum der Stadt Frankfurt am Main vom Hochmittelalter bis zum Ende der Freien Stadt Frankfurt 1806. Die Familien waren in den Patriziergesellschaften Alten Limpurg und Zum Frauenstein vereinigt.

## Geschichte
Frankfurt am Main wird im Jahr 794 erstmals in einer Urkunde Karls des Großen erwähnt. Ab 843 wurde Frankfurt zur zeitweise wichtigsten königlichen Pfalz der Ostfranken und Ort von Reichstagen. 
1220 schaffte Kaiser Friedrich II. die Vogtei ab. Die Bürgergemeinde in Frankfurt erhielt seitdem im Laufe der Zeit mehr und mehr Selbstverwaltungsrechte und Privilegien. Seit 1266 ist ein aus 42 Mitgliedern bestehender Rat als Repräsentant der Frankfurter Bürgerschaft bezeugt. Dessen erste Bank bestand aus 14 Schöffen, Vertretern der Patrizierfamilien, die sich nach dem Anciennitätsprinzip durch Kooptation ergänzten. Die 14 Mitglieder der zweiten Bank waren ebenfalls Patrizier der sogenannten Gemeinde, während die 14 Ratsherren der dritten Bank Handwerker der ratsfähigen Zünfte waren. Als 43. Mitglied gehörte dem Rat der vom Kaiser ernannte Reichsschultheiß an, der die königlichen Regalien zu wahren hatte und in dieser Funktion zunächst noch Stadtoberhaupt war. 
Ab 1311 wählte der Rat jährlich zwei Bürgermeister durch Kugelung, den Älteren Bürgermeister aus den Schöffen der ersten Ratsbank und den Jüngeren Bürgermeister aus den Mitgliedern der zweiten Ratsbank. Mit dem Erwerb des Schultheißenamts von Kaiser Karl IV. erreichte Frankfurt am Main im Mai 1372 schließlich die volle Souveränität als Reichsstadt.

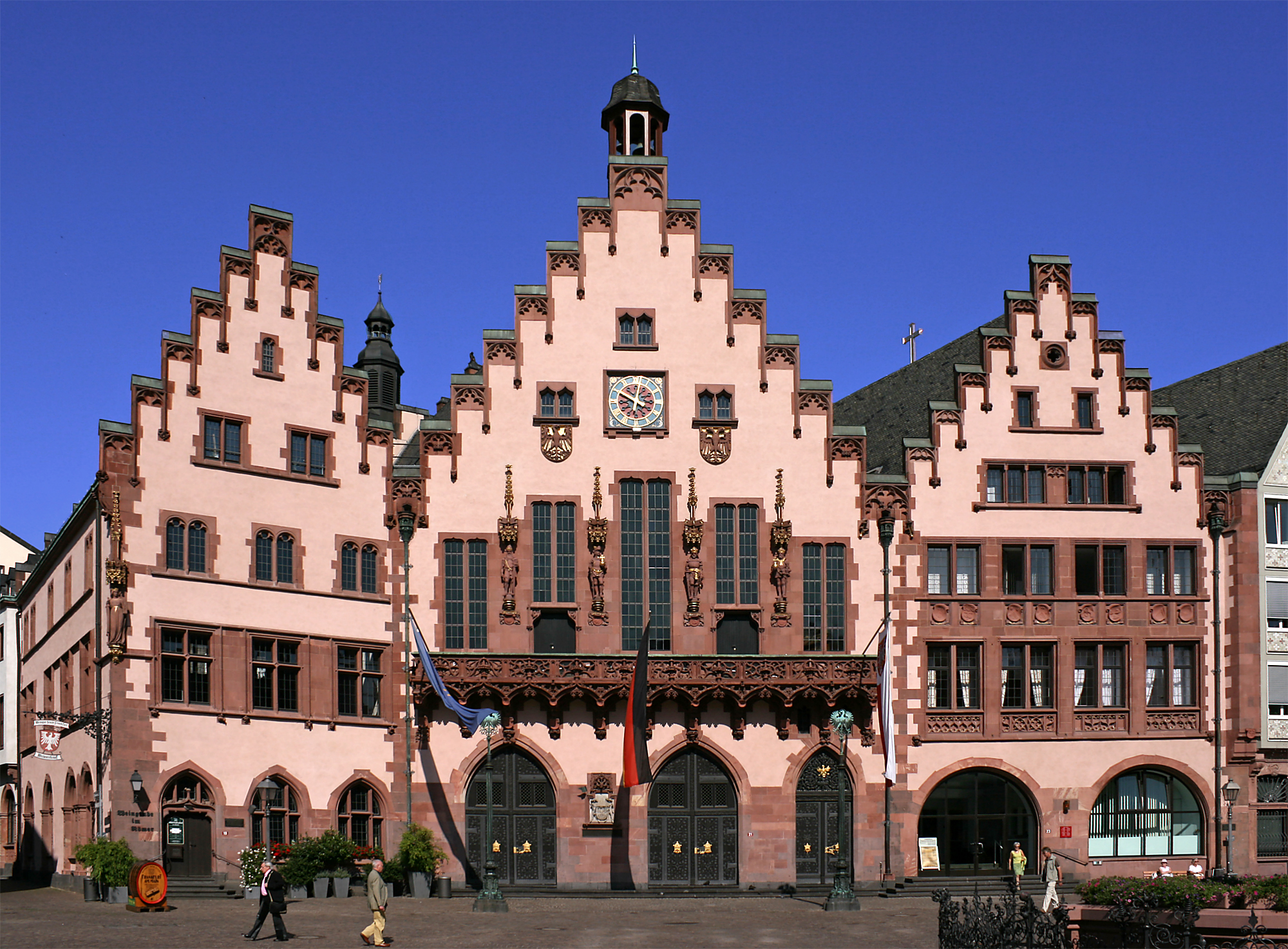
Der Römer, Rathaus seit 1405: Links das Haus der Patriziergesellschaft Alten Limpurg (zuvor Haus Laderam), Mitte: das Haus zum Römer, rechts: Haus Löwenstein

Die meisten der alten Frankfurter Geschlechter hatten sich in der Patriziergesellschaft Alten Limpurg zusammengefunden, die auf eine Gründung im Jahr 1357 als Stubengesellschaft Zum Römer zurückgeht. Daneben gab es noch weitere Geschlechter, die nicht den Limpurgern angehörten. Sie waren überwiegend in der Gesellschaft Zum Frauenstein zusammengeschlossen, die auf die im Jahr 1382 gegründete Stubengesellschaft Zum Salzhaus zurückgeht. Dort war man etwas liberaler und nahm auch Fremde auf. So hatten in Handel oder Handwerk großgewordene neureiche Familien nur bei den Frauensteinern eine Chance auf Aufstieg in politische Ämter und Würden.
Die Gesellschaften Alten Limpurg und Zum Frauenstein hatten bis zum Ende der Freien Reichsstadt 1806 hohen Einfluss im Rat der Stadt, während die zünftigen Handwerksmeister ihre Macht im Lauf der Zeit weitgehend verloren. Während des Fettmilch-Aufstands war im Bürgervertrag vom 23. Mai 1613 bestimmt worden, dass bei der Besetzung der beiden ersten, ausschließlich den Patriziern zustehenden Ratsbänke die Frauensteiner und die rechtsgelehrten Graduierten besonders zu berücksichtigen seien, was schließlich dazu führte, dass sich eine Art Parität von Limpurgern und Frauensteinern im Stadtregiment ergab.
1806 endete zunächst die Eigenständigkeit Frankfurts und Frankfurt wurde Teil des Fürstprimatischen Staates, der 1810 zum Großherzogtum Frankfurt wurde. Dort verfügte das Patriziat über keine Sonderrechte mehr. Nachdem 1813 die französische Herrschaft endete, erlangte Frankfurt seine Selbstständigkeit als Freie Stadt Frankfurt zurück. 1816 gab sich die Stadt die Konstitutionsergänzungsakte als Verfassung. Diese sah keine Restauration der Vorrechte des Patriziats vor.
Der Historiker Andreas Hansert teilt die Frankfurter Patrizier ab dem 17. Jahrhundert in drei gut voneinander abgrenzbare Gruppen ein, die er als „erstes“ (die Limpurger), „zweites“ (die Frauensteiner) und „drittes Patriziat“ bezeichnet. Zur dritten Gruppe gehören für ihn die bürgerlichen Ratsfamilien außerhalb der Geschlechtergesellschaften, darunter etwa Goethes Vorfahren mütterlicherseits aus der Familie Textor.
Die Familien der Gesellschaften Alten Limpurg und Zum Frauenstein haben im Laufe der Zeit fast alle das Adelsprädikat verliehen bekommen, das mit einer entsprechenden Wappenbesserung einherging. 
Die Gesellschaft Zum Frauenstein besteht bis heute, unter anderem als Verwalter der Dr. Beyer’schen Stiftung. Nach der Gesellschaft sind der Frauensteinplatz und die Frauensteinstraße im Frankfurter Nordend benannt. Auch die Adelige Ganerbschaft des Hauses Alten Limpurg besteht bis heute als Rechtspersönlichkeit.

## Wappen im Siebmacher
Aus Siebmachers Wappenbuch 1605:

Franckfortische am Mayn Adeliche Patricii
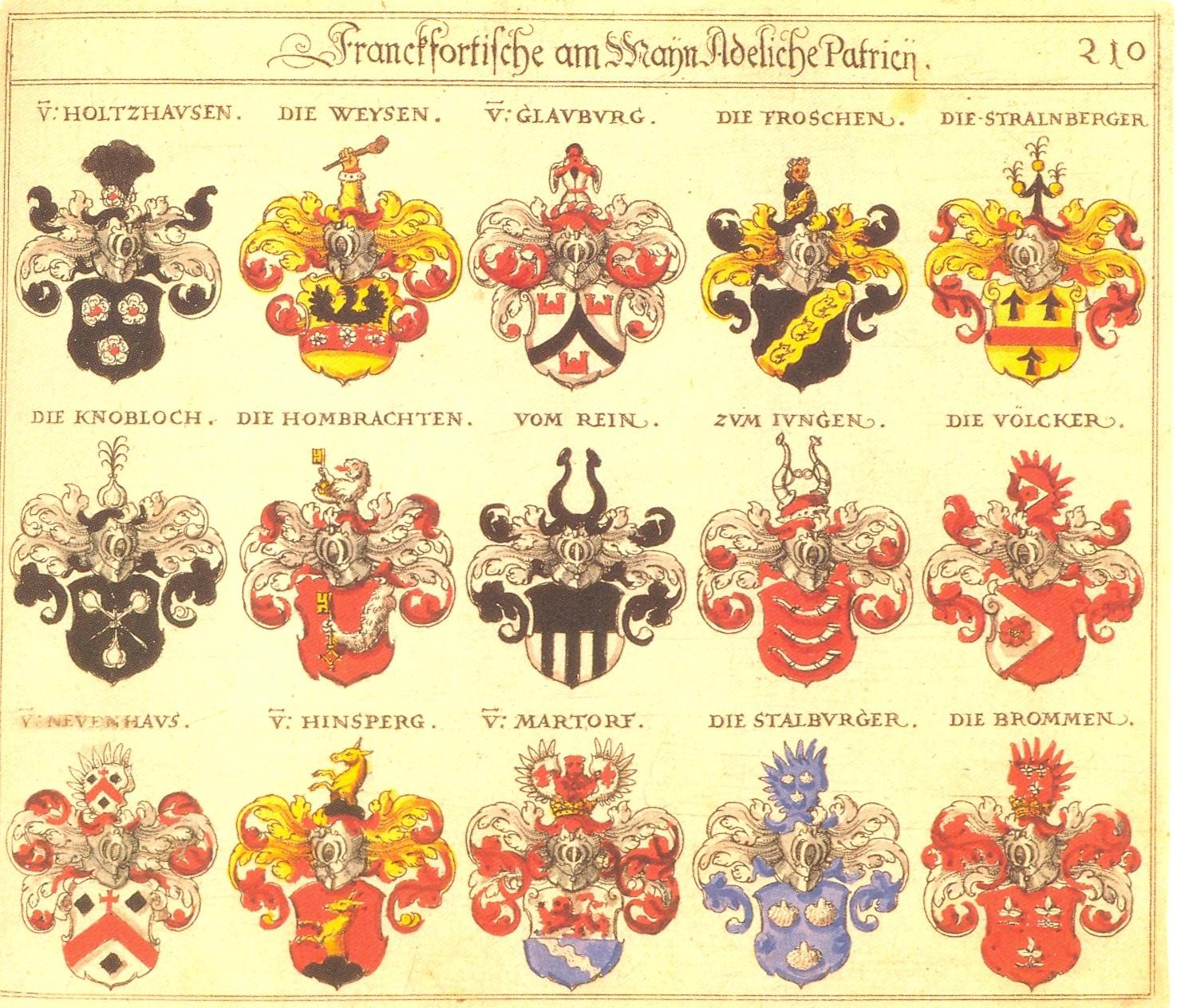
Siebmacher Tafel 210
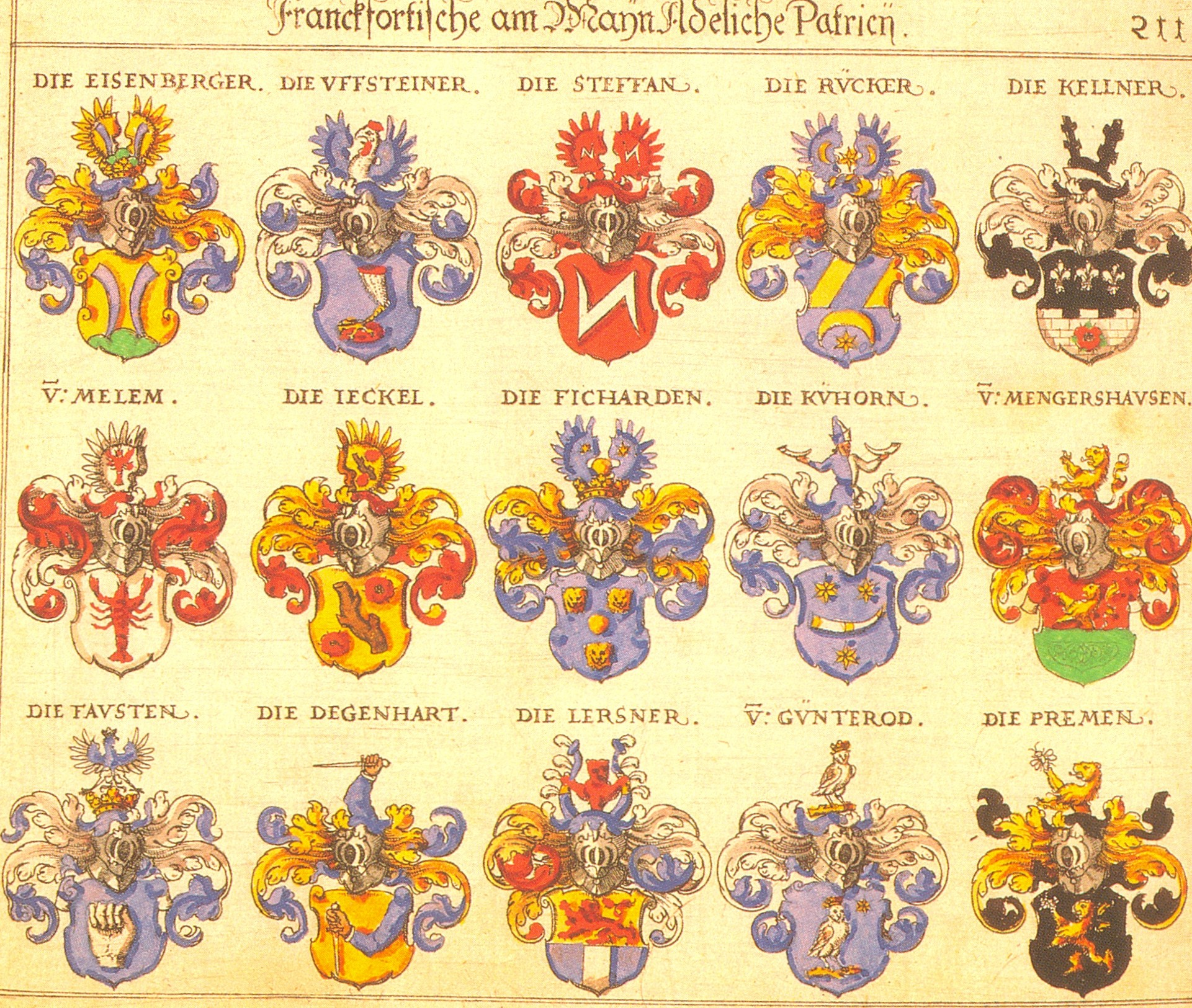
Siebmacher Tafel 211

## Familien
Alten Limpurger Familien
Eine genealogische Datenbank des Frankfurter Patriziats nennt insgesamt 198 Alten Limpurger Familien, von denen im Folgenden die vertretenen Familien bis zum Ende der Freien Reichsstadt 1806 aufgeführt sind: 
- Adlerflycht, Aufnahme in das Patriziat 1755, Ausscheiden 1835
- Altzey, Aufnahme in das Patriziat 1453, Ausscheiden 1524
- Appenheimer, Aufnahme in das Patriziat 1406, Ausscheiden 1450
- Baur von Eysseneck (Bauer), Aufnahme nach Alten Limpurg 1622 mit Johann Martin Baur von Eysseneck, Ausscheiden 1945
- Becker, Aufnahme in das Patriziat 1440, Ausscheiden 1476
- v. Bellersheim genannt Stürzelsheim, Aufnahme in das Patriziat 1801, Ausscheiden 1984
- Blanckenberger, Aufnahme in das Patriziat 1415, Ausscheiden 1450
- Blum, Aufnahme in das Patriziat 1476, Ausscheiden 1515
- Boltog, Aufnahme in das Patriziat 1795, Ausscheiden 1955
- Börlin, Aufnahme in das Patriziat 1467, Ausscheiden 1485
- Botzheim, Aufnahme in das Patriziat 1566, Ausscheiden 1573
- Breidenbach, Aufnahme in das Patriziat 1406, Ausscheiden 1493
- Bromm, Aufnahme in das Patriziat 1477, Ausscheiden 1680
- Brun zum Brunfels, Aufnahme in das Patriziat 1406, Ausscheiden 1589
- Burckhard, Aufnahme in das Patriziat 1555, Ausscheiden 1573
- Burggrafen, Aufnahme in das Patriziat 1408, Ausscheiden 1453
- Caldenburg, Aufnahme in das Patriziat 1425, Ausscheiden 1489
- Cämmerer von Fulda, Aufnahme in das Patriziat 1466, Ausscheiden 1497
- Dähn, Aufnahme in das Patriziat 1568, Ausscheiden 1572
- Damm, Aufnahme in das Patriziat 1661, Ausscheiden 1735
- Degenhard, Aufnahme in das Patriziat 1575, Ausscheiden 1652
- Diermayer (Tiermayer), Aufnahme in das Patriziat 1478, Ausscheiden 1480
- Diether, Aufnahme in das Patriziat 1641, Ausscheiden 1656
- Dörnberg, Aufnahme in das Patriziat 1801, Ausscheiden 1897
- Eck I, Aufnahme in das Patriziat 1471, Ausscheiden 1492
- Eckel, Aufnahme in das Patriziat 1514, Ausscheiden 1525
- Eisenberger (Eyssenberg), Aufnahme in das Patriziat 1485, Ausscheiden 1599
- Engelbrecht, Aufnahme in das Patriziat 1561, Ausscheiden 1577
- Ergersheim, Aufnahme in das Patriziat 1406, Ausscheiden 1494
- Faust von Aschaffenburg, Aufnahme in das Patriziat 1561, Ausscheiden 1724
- Faut von Monsperg (Fauthen von Monsperg), Aufnahme in das Patriziat 1490, Ausscheiden 1516
- (v.) Fichard, Aufnahme in das Patriziat 1539, Ausscheiden 1945
- Fladt, Aufnahme in das Patriziat 1549, Ausscheiden 1605
- Fleckhammer v. Aystetten, Aufnahme in das Patriziat 1636, Ausscheiden 1727
- Fleischbein (Fleischbein von Kleeberg), Aufnahme in Alten Limpurg 1755, Ausscheiden 1774
- Freitag, Aufnahme in das Patriziat 1407, Ausscheiden 1440
- Freund, Aufnahme in das Patriziat 1513, Ausscheiden 1515
- Frosch, Aufnahme in das Patriziat 1406, Ausscheiden 1584
- Fürstenberg, Aufnahme in das Patriziat 1474, Ausscheiden 1540
- Gantz, Aufnahme in das Patriziat 1463, Ausscheiden 1485
- Gerolstein, Aufnahme in das Patriziat 1538, Ausscheiden 1549
- Geuch, Aufnahme in das Patriziat 1464, Ausscheiden 1522
- von Glauburg, Aufnahme in das Patriziat 1406, Ausscheiden 1830
- Goldstein, Aufnahme in das Patriziat 1406, Ausscheiden 1428
- Grünberger (Grünberg), Aufnahme in das Patriziat 1517, Ausscheiden 1530
- Günderrode, Aufnahme in das Patriziat 1588, Ausscheiden 1980
- Harheim, Aufnahme in das Patriziat 1406, Ausscheiden 1434
- Hartmuth v. Birkenbach, Aufnahme in das Patriziat 1544, Ausscheiden 1554
- Hartrad (auch Hartrad von Dieburg), Aufnahme in das Patriziat 1357, Ausscheiden 1432
- Hayne (Haane), Aufnahme in das Patriziat 1433, Ausscheiden 1504
- Hell gen. Pfeffer, Aufnahme in das Patriziat 1495, Ausscheiden 1536
- Heller, Aufnahme in das Patriziat 1486, Ausscheiden 1502
- Hengsperg, Aufnahme in das Patriziat 1443, Ausscheiden 1487
- Heringen, Aufnahme in das Patriziat 1439, Ausscheiden 1492
- Heusenstamm, Aufnahme in das Patriziat 1495, Ausscheiden 1525
- Hohenhaus (zum Hohenhaus), Aufnahme in das Patriziat 1406, Ausscheiden 1420
- Hohenstein, Aufnahme in das Patriziat 1747, Ausscheiden 1792
- Holtzheimer, Aufnahme in das Patriziat 1406, Ausscheiden 1510
- von Holzhausen, Aufnahme in das Patriziat 1406, 1923 starb mit Adolph von Holzhausen der Frankfurter Zweig der Familie aus.
- von Humbracht, Aufnahme in das Patriziat 1427, Ausscheiden 1896 mit dem Tod von Hermann von Humbracht (seit 1883 Freiherr von Humbracht)
- Humbrecht (zum Humbrecht), Aufnahme in das Patriziat 1406, Ausscheiden 1477
- Hynsperg, Aufnahme in das Patriziat 1430, Ausscheiden 1727
- Imhof, Aufnahme in das Patriziat 1406, Ausscheiden 1431
- Inckus zu Schwanau, Aufnahme in das Patriziat 1406, Ausscheiden 1473
- Jeckel, Aufnahme in das Patriziat 1531, Ausscheiden 1639
- Joham von Mündolsheim, Aufnahme in das Patriziat 1566, Ausscheiden 1588
- Jungen (zum Jungen), Aufnahme in das Patriziat 1430, erloschen mit dem österreichischen Generalfeldmarschall Johann Hieronymus zum Jungen 1746
- Katzmann, Aufnahme in das Patriziat 1435, Ausscheiden 1483
- Katzmann II, Aufnahme in das Patriziat 1553, Ausscheiden 1566
- Kayb, Aufnahme in das Patriziat 1636, Ausscheiden 1760
- Kellner (Keller), Aufnahme in das Patriziat 1518, Ausscheiden 1777
- Kellner gen. Kaldofen, Aufnahme in das Patriziat 1495, Ausscheiden 1510
- Kempe, Aufnahme in das Patriziat 1406, Ausscheiden 1430
- Kessling von Bergen, Aufnahme in das Patriziat 1804, Ausscheiden 1808
- Ketelhodt, Aufnahme in das Patriziat 1798, Ausscheiden 1887
- Knoblauch, Aufnahme in das Patriziat 1406, Ausscheiden 1599
- Kranche (zum Kranche), Aufnahme in das Patriziat 1406, Ausscheiden 1418
- Kühorn, Aufnahme in das Patriziat 1501, Ausscheiden 1599
- Lamb (zum Lamb), Aufnahme in das Patriziat 1543, Ausscheiden 1559
- Landeck, Aufnahme in das Patriziat 1430, Ausscheiden 1500
- Leneck (Linung), Aufnahme in das Patriziat 1482, Ausscheiden 1572
- von Lersner, Aufnahme in das Patriziat 1566, blühend, seit 1881 Freiherren von Lersner
- Lichtenstein, Aufnahme in das Patriziat 1406, Ausscheiden 1498
- Marburg (zum Paradies), Aufnahme in das Patriziat 1406, Ausscheiden 1502
- Martorff, Aufnahme in das Patriziat 1467, Ausscheiden 1614
- Melem, Aufnahme nach Alten Limperg 1522, Ausscheiden 1654
- Mengershausen, Aufnahme in das Patriziat 1548, Ausscheiden 1632
- Molsberg, Aufnahme in das Patriziat 1513, Ausscheiden 1541
- Monis, Aufnahme in das Patriziat 1441, Ausscheiden 1504
- Mühlen, Aufnahme in das Patriziat 1733, blühend
- Mynner, Aufnahme in das Patriziat 1406, Ausscheiden 1463
- Nebenzayl, Aufnahme in das Patriziat 1471, Ausscheiden 1480
- Neuhaus, Aufnahme in das Patriziat 1459, Ausscheiden 1666
- Nygebur, Aufnahme in das Patriziat 1406, Ausscheiden 1452
- Ockstadt, Aufnahme in das Patriziat 1406, Ausscheiden 1443
- Oede (von der Oede), Aufnahme in das Patriziat 1406, Ausscheiden 1450
- Ovenbach, Aufnahme in das Patriziat 1406, Ausscheiden 1478
- Palmstorfer, Aufnahme in das Patriziat 1430, Ausscheiden 1484
- Pistorius v. Nidda, Aufnahme in das Patriziat 1619, Ausscheiden 1639
- Preme, Aufnahme in das Patriziat 1590, Ausscheiden 1622
- Preuß (Prüsse, Prusse), Aufnahme in das Patriziat 1421, Ausscheiden 1468
- Raiss (Rais), Aufnahme in das Patriziat 1459 sowie 1473 und 1477, Ausscheiden 1589
- Rauscher, Aufnahme in das Patriziat 1543, Ausscheiden 1596
- Reiffenstein, Aufnahme in das Patriziat 1518, Ausscheiden 1551
- Rhein (vom Rhein), Aufnahme in das Patriziat 1411, Ausscheiden 1577
- Römer (zum Römer gen. Cöllner), Aufnahme in das Patriziat 1406, Ausscheiden 1436
- Rorbach (Rohrbach), Aufnahme in das Patriziat 1466, Ausscheiden 1570
- Rotzmaul, Aufnahme in das Patriziat 1406, Ausscheiden 1418
- Rücker, Aufnahme in das Patriziat 1517, Ausscheiden 1659
- Rückersfeld, Aufnahme in das Patriziat 1575, Ausscheiden 1591
- Rückingen, Aufnahme in das Patriziat 1473, Ausscheiden 1521
- Ruenner, Aufnahme in das Patriziat 1440, Ausscheiden 1514
- Ruland, Aufnahme in das Patriziat 1675, Ausscheiden 1743
- Rumpenheim, Aufnahme in das Patriziat 1489, Ausscheiden 1557
- Sachs (Sassen), Aufnahme in das Patriziat 1471, Ausscheiden 1510
- Sack, Aufnahme in das Patriziat 1802, Ausscheiden 1816
- Schad v. Mittelbiberach, Aufnahme in das Patriziat 1603, Ausscheiden 1737
- Scheid, Aufnahme in das Patriziat 1489, Ausscheiden 1572
- Schildknecht, Aufnahme in das Patriziat 1406, Ausscheiden 1480
- Schmidt (Schmyt), Aufnahme in das Patriziat 1474, Ausscheiden 1532
- Schnabel (Snabel), Aufnahme in das Patriziat 1438, Ausscheiden 1470
- Schönwetter v. Heymbach, Aufnahme in das Patriziat 1489, Ausscheiden 1519
- Schrendeisen, Aufnahme in das Patriziat 1575, Ausscheiden 1598
- Schwarzenberg, Aufnahme in das Patriziat 1411, Ausscheiden 1516
- Selbold, Aufnahme in das Patriziat 1412, Ausscheiden 1439
- Siegwein, Aufnahme in das Patriziat 1463, Ausscheiden 1514
- Silberborner, Aufnahme in das Patriziat 1461, Ausscheiden 1562
- Sorgenloch gen. Gensfleisch, Aufnahme in das Patriziat 1522, Ausscheiden 1550
- Sossenheimer (Sossenheim), Aufnahme in das Patriziat 1494, Ausscheiden 1506
- Speyer, Aufnahme in das Patriziat 1411, Ausscheiden 1479
- Stalburg (Stalberg, Stalberger), Aufnahme in das Patriziat 1468, Ausscheiden 1824
- Staud, Aufnahme in das Patriziat 1563, Ausscheiden 1570
- Steffan von Cronstetten (Stephanshenn), Aufnahme in das Patriziat 1505, Ausscheiden 1766
- Steinhaus (im Steinhaus), Aufnahme in das Patriziat 1421, Ausscheiden 1468
- Stetten, Aufnahme in das Patriziat 1596, Ausscheiden 1733
- Stralenberg, Aufnahme in das Patriziat 1406, Ausscheiden 1636
- Stumpf v. Dettingen, Aufnahme in das Patriziat 1486, Ausscheiden 1552
- Sundhausen, Aufnahme in das Patriziat 1517, Ausscheiden 1550
- Syvertes, Aufnahme in das Patriziat 1733, Ausscheiden 1748
- Uffsteiner, Aufnahme in das Patriziat 1495, Ausscheiden 1669
- Völker, Aufnahme in das Patriziat 1447, Ausscheiden 1761
- Wachendorf, Aufnahme in das Patriziat 1470, Ausscheiden 1483
- Walther v. Herborn, Aufnahme in das Patriziat 1608, Ausscheiden 1627
- Weiß v. Limpurg, Aufnahme in das Patriziat 1406, Ausscheiden 1656
- Wernher, Aufnahme in das Patriziat 1524, Ausscheiden 1535
- Wetter, Aufnahme in das Patriziat 1505, Ausscheiden 1516
- Wiedtmann, Aufnahme in das Patriziat 1571, Ausscheiden 1575
- Winden, Aufnahme in das Patriziat 1406, Ausscheiden 1420
- Wolff I, Aufnahme in das Patriziat 1507, Ausscheiden 1534
- Wunderer, Aufnahme in das Patriziat 1613, Ausscheiden 1794
- Ysseneck, Aufnahme in das Patriziat 1471, Ausscheiden 1509
- Zedtwitz, Aufnahme in das Patriziat 1544, Ausscheiden 1554
- v. Ziegesar, Aufnahme in das Patriziat 1774, Ausscheiden 1901
- Zingel, Aufnahme in das Patriziat 1406, Ausscheiden 1444

Frauensteiner Familien
Eine genealogische Datenbank des Frankfurter Patriziats nennt insgesamt 223 Frauensteiner Familien, von denen im Folgenden die wichtigsten vertretenen Familien bis zum Ende der Freien Reichsstadt 1806 aufgeführt sind:
- Aa gen. Wackerwald (einziger Vertreter Johann Aa gen. Wackerwald), Aufnahme in das Patriziat 1469, Ausscheiden vor 1479
- Adelheuser, Aufnahme in das Patriziat 1613, Ausscheiden 1634
- Assenheimer, Aufnahme in das Patriziat 1494, Ausscheiden 1510
- Bär zum Bären, Aufnahme in das Patriziat 1520, Ausscheiden 1539
- Barckhaus (Barckhausen), Aufnahme in das Patriziat 1683, Ausscheiden 1815 (siehe auch Wiesenhütten)
- Baur von Eysseneck (Bauer), Aufnahme in das Patriziat 1613, Aufnahme nach Alten Limpurg 1622
- Bebinger, Aufnahme in das Patriziat 1584, Ausscheiden 1646
- Becht, Aufnahme in das Patriziat 1600, Ausscheiden 1641
- Bencker I, Aufnahme in das Patriziat 1494, Ausscheiden 1521
- Bender von Bienenthal, Aufnahme in das Patriziat 1669, Ausscheiden 1835
- Beyer I, Aufnahme in das Patriziat 1494, Ausscheiden 1511
- Beyer II, Aufnahme in das Patriziat 1613, Ausscheiden 1625
- Blum, Aufnahme in das Patriziat 1430, Ausscheiden 1492
- Bocher, Aufnahme in das Patriziat 1532, Ausscheiden 1562
- Braumann, Aufnahme in das Patriziat 1557, Ausscheiden 1664
- Braun, Aufnahme in das Patriziat 1556, Ausscheiden 1704
- Bromm, Aufnahme in das Patriziat 1439, Ausscheiden 1457
- Bruder, Aufnahme in das Patriziat 1659, Ausscheiden 1677
- Clemm, Aufnahme in das Patriziat 1692, Ausscheiden 1719
- Cless, Aufnahme in das Patriziat 1636, Ausscheiden 1676
- Combder, Aufnahme in das Patriziat 1560, Ausscheiden 1575
- Comes, Aufnahme in das Patriziat 1439, Ausscheiden 1508
- Degen, Aufnahme in das Patriziat 1452, Ausscheiden 1473
- Demer, Aufnahme in das Patriziat 1483, Ausscheiden 1499
- Deublinger, Aufnahme in das Patriziat 1578, Ausscheiden 1640
- Diermayer (Tiermayer), Aufnahme in das Patriziat 1481, Ausscheiden 1495
- Dirmstein, Aufnahme in das Patriziat 1405, Ausscheiden 1507
- Eberhard gen. Schwind, Aufnahme in das Patriziat 1655, Ausscheiden 1748
- Eck I, Aufnahme in das Patriziat 1420, Ausscheiden 1471
- Eck II, Aufnahme in das Patriziat 1532, Ausscheiden 1540
- Eller, Aufnahme in das Patriziat 1523, Ausscheiden 1591
- Eschborn, Aufnahme in das Patriziat 1541, Ausscheiden 1557
- Faut von Monsperg, Aufnahme in das Patriziat 1405, Ausscheiden 1490
- Fischer, Aufnahme in das Patriziat 1609, Ausscheiden 1730
- Fleischbein (Fleischbein von Kleeberg), Aufnahme in das Patriziat 1589, Ausscheiden 1824
- Freund, Aufnahme in das Patriziat 1510, Ausscheiden 1540
- Gerlach, Aufnahme in das Patriziat 1566, Ausscheiden 1601
- Geuch, Aufnahme in das Patriziat 1439, Ausscheiden 1459
- Glock, Aufnahme in das Patriziat 1677, Ausscheiden 1710
- Grambs, Aufnahme in das Patriziat 1626, Ausscheiden 1788
- Grünberger (Grünberg), Aufnahme in das Patriziat 1483, Ausscheiden 1538
- Hegwein, Aufnahme in das Patriziat 1613, Ausscheiden 1632
- Heller, Aufnahme in das Patriziat 1405, Ausscheiden 1502
- Heyden, Aufnahme in das Patriziat 1738, Ausscheiden 1900
- Hock, Aufnahme in das Patriziat 1609, Ausscheiden 1624
- Holzapfel, Aufnahme in das Patriziat 1648, Ausscheiden 1663
- Horst, Aufnahme in das Patriziat 1692, Ausscheiden 1706
- Huß, Aufnahme in das Patriziat 1494, Ausscheiden 1510
- Inkus, Aufnahme in das Patriziat 1443, Ausscheiden 1483
- Jeckel, Aufnahme in das Patriziat 1500, Ausscheiden 1520
- Jostenhofer, Aufnahme in das Patriziat 1483, Ausscheiden 1493
- Kalbach, Aufnahme in das Patriziat 1509, Ausscheiden 1520
- Kellner (Keller), Aufnahme in das Patriziat 1502, Ausscheiden 1516
- Kesseler, Aufnahme in das Patriziat 1494, Ausscheiden 1515
- Kistner, Aufnahme in das Patriziat 1611, Ausscheiden 1632
- Köhler, Aufnahme in das Patriziat 1589, Ausscheiden 1616
- Koler, Aufnahme in das Patriziat 1554, Ausscheiden 1613
- Köth, Aufnahme in das Patriziat 1560, Ausscheiden 1575
- Krafft, Aufnahme in das Patriziat 1585, Ausscheiden 1632
- Kropp, Aufnahme in das Patriziat 1490, Ausscheiden 1503
- Lauterbach, Aufnahme in das Patriziat 1734, Ausscheiden 1798
- Leimberger, Aufnahme in das Patriziat 1520, Ausscheiden 1559
- Leneck (Linung), Aufnahme in das Patriziat 1405, Ausscheiden 1457
- Leutwein, Aufnahme in das Patriziat 1616, Ausscheiden 1641
- Loën, Aufnahme in das Patriziat 1771, Ausscheiden 1900
- Loett, Aufnahme in das Patriziat 1499, Ausscheiden 1509
- Lonicerus, Aufnahme in das Patriziat 1570, Ausscheiden 1586
- Malapert gen. v. Neufville, Aufnahme in das Patriziat 1807, Ausscheiden 1900
- May (May von Mayenstein), Aufnahme in das Patriziat 1614, Ausscheiden 1635
- Medenbach, Aufnahme in das Patriziat 1601, Ausscheiden 1624
- Melem, Aufnahme in das Patriziat 1460, Ausscheiden 1531 (siehe auch Melemsches Hausbuch)
- Mirsfeld, Aufnahme in das Patriziat 1488, Ausscheiden 1504
- Mohr von Mohrenhelm, Aufnahme in das Patriziat 1677, Aussterben mit dem Tod von Christian Bonaventura Mohr von Mohrenhelm  1770
- Müller I, Aufnahme in das Patriziat 1620, Ausscheiden 1631
- Müller II, Aufnahme in das Patriziat 1623, Ausscheiden 1636
- Müßler, Aufnahme in das Patriziat 1517, Ausscheiden 1577
- Nees, Aufnahme in das Patriziat 1565, Ausscheiden 1616
- Neuhaus, Aufnahme in das Patriziat 1413, Ausscheiden 1462
- Niclas gen. Steinmetz, Aufnahme in das Patriziat 1523, Ausscheiden 1636
- Nordeck, Aufnahme in das Patriziat 1587, Ausscheiden 1635
- Ochs, Aufnahme in das Patriziat 1513, Ausscheiden 1540
- Oerdinger, Aufnahme in das Patriziat 1576, Ausscheiden 1589
- Oetinger, Aufnahme in das Patriziat 1786, Ausscheiden 1900
- Olenschlager, Aufnahme in das Patriziat 1771, Ausscheiden 1820
- Orth, Aufnahme in das Patriziat 1543, Ausscheiden 1783
- Pfleger, Aufnahme in das Patriziat 1582, Ausscheiden 1628
- Pherrer, Aufnahme in das Patriziat 1492, Ausscheiden 1500
- Pithan, Aufnahme in das Patriziat 1571, Ausscheiden 1608
- Pregler, Aufnahme in das Patriziat 1513, Ausscheiden 1534
- Rauch, Aufnahme in das Patriziat 1520, Ausscheiden 1530
- Reckmann, Aufnahme in das Patriziat 1558, Ausscheiden 1611
- Rehm, Aufnahme in das Patriziat 1595, Ausscheiden 1609
- Rensdorf, Aufnahme in das Patriziat 1461, Ausscheiden 1521
- Rensfeld, Aufnahme in das Patriziat 1592, Ausscheiden 1603
- Riese (Riese-Stallburg), Aufnahme in das Patriziat 1788, Ausscheiden 1900
- Rorbach (Rohrbach), Aufnahme in das Patriziat 1411, Ausscheiden 1482
- Rumpf, Aufnahme in das Patriziat 1527, Ausscheiden 1543
- Scharpf, Aufnahme in das Patriziat 1589, Ausscheiden 1601
- Schelm, Aufnahme in das Patriziat 1434, Ausscheiden 1446
- Schlarff, Aufnahme in das Patriziat 1588, Ausscheiden 1598
- Schmidt (Schmyt), Aufnahme in das Patriziat 1443, Ausscheiden 1475
- Schnabel (Snabel), Aufnahme in das Patriziat 1405, Ausscheiden 1417
- Schneider (Schneider gen. Schmidt), Aufnahme in das Patriziat 1734, Ausscheiden 1835
- Schönberg, Aufnahme in das Patriziat 1479, Ausscheiden 1486
- Schott, Aufnahme in das Patriziat 1466, Ausscheiden 1604
- Schreck, Aufnahme in das Patriziat 1486, Ausscheiden 1511
- Schütz, Aufnahme in das Patriziat 1641, Ausscheiden 1654
- Schwappach, Aufnahme in das Patriziat 1479, Ausscheiden 1490
- Schwarzenberg (Schwarzberg), Aufnahme in das Patriziat 1579, Ausscheiden 1596
- Schwarzkopf, Aufnahme in das Patriziat 1544, Ausscheiden 1585
- Schwind, Aufnahme in das Patriziat 1612, Ausscheiden 1648
- Seiffart (Seiffart v. Klettenberg), Aufnahme in das Patriziat 1635, Ausscheiden 1786
- Seuboth, Aufnahme in das Patriziat 1574, Ausscheiden 1601
- Sossenheimer (Sossenheim), Aufnahme in das Patriziat 1439, Ausscheiden 1493
- Sparr, Aufnahme in das Patriziat 1616, Ausscheiden 1637
- Stahl, Aufnahme in das Patriziat 1576, Ausscheiden 1609
- Stalburg (Stalberg, Stalberger), Aufnahme in das Patriziat 1436, Ausscheiden 1484
- Stauff, Aufnahme in das Patriziat 1497, Ausscheiden 1574
- Steffan von Cronstetten (Stephanshenn), Aufnahme in das Patriziat 1465, Ausscheiden 1475
- Steg I (vom Stege), Aufnahme in das Patriziat 1446, Ausscheiden 1467
- Steg II, Aufnahme in das Patriziat 1510, Ausscheiden 1537
- Steinheimer, Aufnahme in das Patriziat 1483, Ausscheiden 1613
- Steinmeyer, Aufnahme in das Patriziat 1613, Ausscheiden 1667
- Thomas, Aufnahme in das Patriziat 1466, Ausscheiden 1519
- Uffenbach, Aufnahme in das Patriziat 1614, Ausscheiden 1799
- Uffsteiner, Aufnahme in das Patriziat 1439, Ausscheiden 1658
- Ugelheimer, Aufnahme in das Patriziat 1444, Ausscheiden 1585[6]
- Venrade (Venrode), Aufnahme in das Patriziat 1483, Ausscheiden 1504
- Weber, Aufnahme in das Patriziat 1643, Ausscheiden 1673
- Weitz, Aufnahme in das Patriziat 1630, Ausscheiden 1690
- Werlin, Aufnahme in das Patriziat 1692, Ausscheiden 1741
- Westhofen, Aufnahme in das Patriziat 1560, Ausscheiden 1572
- Wiesenhütten (Barckhaus gen. v. Wiesenhütten), Aufnahme in das Patriziat 1780, Ausscheiden 1836
- Wolff I, Aufnahme in das Patriziat 1488, Ausscheiden 1499
- Wolff II, Aufnahme in das Patriziat 1539, Ausscheiden 1559
- Zang, Aufnahme in das Patriziat 1680, Ausscheiden 1738
- Ziegle, Aufnahme in das Patriziat 1511, Ausscheiden 1578
- Ziepf, Aufnahme in das Patriziat 1527, Ausscheiden 1557